# Brisingr
Brisingr és una novel·la escrita per Christopher Paolini i és el tercer llibre de la trilogia El Llegat (Inheritance). Va ser publicat el 2008. En un principi, Paolini pretenia concloure el cicle El Llegat en tres llibres, però durant l'escriptura de Brisingr va decidir que la sèrie era massa complexa com per acabar-se en només un llibre.
Brisingr comença gairebé immediatament després dels fets narrats a Eldest, i se centra en la història d'Eragon i el seu drac Saphira mentre continuen la seva tasca per derrocar el corrupte emperador Galbatorix.
El primer dia de venda la versió original del llibre va vendre 550.000 còpies. La novel·la va debutar com a número u en el top 150 de bestsellers de USA Today.

## Argument

### Escenari i personatges
El cicle El Llegat tracta sobre la història d'un adolescent anomenat Eragon i el seu drac Saphira. Eragon és un dels últims Genets de Drac, un grup que en temps passats mantenien la pau al continent d'Alagaësia però que va ser pràcticament destruït pel Genet Galbatorix, qui va prendre el control de la terra i es va proclamar Emperador. El major temor de Galbatorix és que aparegui un altre Genet i usurpi la seva posició. Per aquest motiu, quan s'assabenta de l'existència d'Eragon i el seu drac, envia els seus servents per capturar-lo. Eragon i Saphira es veuen forçats a deixar el seu poble natal i unir-se a la resistència contra l'Imperi: els Vardens.
Brisingr comença uns tres dies després dels esdeveniments de la novel·la anterior, Eldest, i continua la història del cicle El Llegat. El llibre està narrat en tercera persona omniscient, des de la perspectiva de diversos protagonistes principals. Aquests inclouen els humans Eragon, Roran i Nasuada, el drac Saphira i el drac Glaedr. Els humans Galbatorix i Murtagh tornen com a antagonistes principals, juntament amb el drac d'en Murtagh, Espina. Tenen un paper d'antagonistes secundaris els Ra'Zac i Varaug, un Ombra. Diversos altres personatges reprenen els seus papers, com ara els elfs Arya, Islanzadí i Oromis, el nan Orik i els humans Angela, Katrina i Elva.

### Resum de l'argument
Brisingr comença amb el viatge d'Eragon, Saphira i Roran cap a Helgrind, la llar dels Ra'Zac, les criatures que van matar l'oncle d'Eragon, Garrow. Allà rescaten la promesa de Roran, Katrina, que hi era presonera, i maten un dels Ra'Zac. Saphira, Roran i Katrina tornen amb els Vardens, mentre Eragon es queda per matar els últims Ra'Zac. Durant la lluita, un Ra'Zac menciona que Galbatorix ha descobert el nom de tots els noms, però Eragon, que no ho entén, l'ignora i el mata. Després de tornar amb els Vardens, una petita tropa de soldats de Galbatorix els ataquen, juntament amb Murtagh i el seu drac, Espina. Els soldats tenen encanteris que fan que no puguin sentir dolor, i això els fa més perillosos. Orrin, rei de Surda, descobreix un mètode per eliminar-los: decapitar-los. Onze mags ajuden Eragon i Saphira i foragiten en Murtagh i Espina. Després de guanyar la batalla, Roran i Katrina es casen. Seguidament, Nasuada, líder dels Vardens, ordena que Eragon assisteixi a l'elecció d'un nou rei nan a les muntanyes Beor. Quan es troba entre els nans, Eragon resulta objectiu d'un atemptat fallit contra la seva vida. Es descobreix que ha estat dut a terme per un dels clans nans. El clan en qüestió és desterrat pel nan Orik. Després de guanyar-se la simpatia dels altres clans, Orik és nomenat rei.
Després de la coronació d'Orik, Eragon i Saphira tornen apresuradament a la capital èlfica Ellesméra a rebre uns consells del seu mestre, Oromis 